# 소녀X소녀
"소녀X소녀"(소녀바이소녀)는 2007년에 개봉한 대한민국의 영화이다.

## 캐스팅
- 임성언 : 엄윤미 역
- 곽지민 : 오세리 역
- 김광민 : 기찬 역
- 김종엽 : 영남 역
- 최윤주 : 희정 역
- 함효주 : 흑장미 3 역
- 권진영 : 최지혜 역
- 배용근 : 학원 영어강사 역
- 손병욱 : 피씨방 직원 역
- 박동훈 : 세탁소 주인 역